# 深圳第二实验学校
深圳第二实验学校是广东省深圳市的一所公办中等学校，拥有初中部和高中部，因此也是一所完全中学，创建于1989年，原名碧波中学，现在是广东省一级学校。

## 外部連結
- . 深圳第二实验学校.   [2013-11-30]. （原始内容存档于2012-10-29） （中文（中国大陆））.